# سن-ژروم، کبک

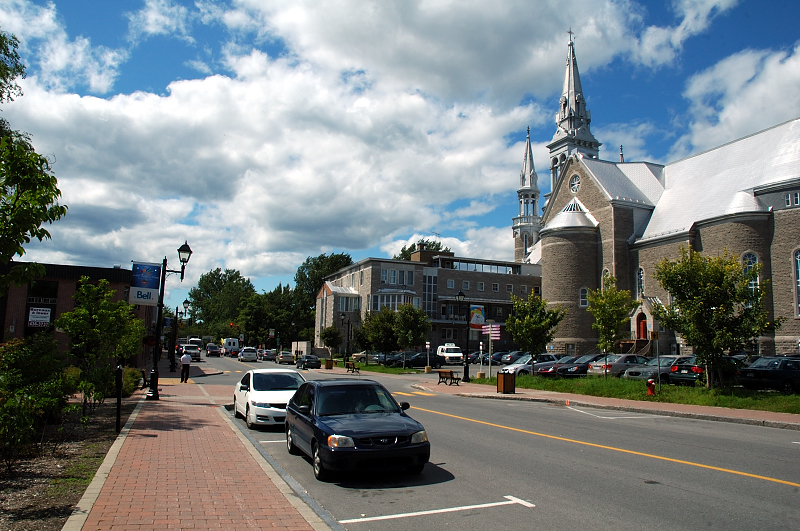
سن-ژروم

سن-ژروم (به فرانسوی: Saint-Jérôme) شهرکی در منطقه شهری لا ریوییر-دو-نورد ناحیه لورانتید در استان کبک کانادا است. در سرشماری سال ۲۰۱۱ این شهرک ۶۴٬۴۷۶ نفر جمعیت داشته‌است و مساحت آن ۸۹٫۳۷ کیلومتر مربع است.